# Eliot Vassamillet
Pour les articles homonymes, voir Eliot.
Vous venez d’apposer le modèle de débat d'admissibilité.
Avant toute chose, veuillez créer la page de débat correspondante en cliquant ici.
- Une fois la page de vote initialisée, rafraîchissez cette page, et le bandeau prendra son aspect définitif.
- Si votre débat d'admissibilité est groupé (le motif et l’argumentation doivent être les mêmes), modifiez cette page pour ajouter au modèle le paramètre « cat » suivi du nom de la page de discussion de l’article pour lequel la page de débat existe déjà (ex. : cat=Discussion:Nom_de_l'autre_article). Ensuite, suivez les nouvelles instructions qui apparaissent.
- Vous pouvez également utiliser le paramètre « type » pour faciliter l’accès aux critères d’admissibilité. Exemple : {{suppression|type=mot-clé}}. Liste des mots-clés existants : fiction, musique, art visuel, fanzine, jeu de société, porno, sportif, association, enseignement, société, site web, route, nombre, (Liste complète ici).

| 1. | Créez la page de débat d'admissibilité.                                                                      | Sauvegardez d’abord la page pour l’initialiser puis indiquez votre motivation.           |
| 2. | Important : ajoutez une entrée dans la section Débat d'admissibilité du jour.                                | Utilisez ce texte : *{{L\|Eliot Vassamillet}}                                            |
| 3. | Pensez à informer les contributeurs principaux de la page et les projets associés lorsque cela est possible. | Utilisez ce texte : {{subst:Avertissement débat d'admissibilité\|Eliot Vassamillet}}~~~~ |

Eliot Vassamillet, dit Eliot, né le 29 décembre 2000 à Mons, est un chanteur belge.

## The Voice Belgique
Eliot Vassamillet participe en 2018 à la septième saison de The Voice Belgique. Il choisit d'intégrer l'équipe de Slimane lorsque ce dernier et Vitaa, le sélectionnent dans le but d'intégrer leur équipe. Lors de son deuxième passage dans le télé-crochet, il remporte le duel face à son opposant.
Il est éliminé lors du onzième épisode qui correspond à son troisième passage et son premier prime time en direct,.

## Concours Eurovision de la chanson 2019
À la suite de la victoire d'Israël à l'Eurovision 2018 avec sa chanteuse Netta, l'édition 2019 du concours se tient les 14, 16 et 18 mai dans la ville de Tel-Aviv.
Le 14 janvier 2019, Télépro publie un article qui lance la rumeur qu'Eliot Vassamillet, étudiant au Collège Saint-Stanislas à Mons, a été choisi pour représenter la Belgique au concours alors qu'une autre rumeur pressentait jusque-là la gagnante de la septième saison de The Voice Belgique, Valentine Brognion,.
Le lendemain, la RTBF confirme officiellement qu'Eliot Vassamillet est le représentant de la Belgique au prochain concours. Sa chanson est écrite par Pierre Demoulin, leader du groupe belge Roscoe et co-auteur de la chanson City Lights de Blanche, qui permet en 2017 à la Belgique d'atteindre la quatrième place du concours avec un total de 363 points. Eliot Vassamillet déclare que Demoulin en est le compositeur et qu'ils ont écrit ensemble les paroles. La chanson ne sera pas officiellement révélée avant février. ESCkaz rapporte le même jour que le titre serait Wake Up.
Le 28 février 2019, le titre est officiellement dévoilé, Wake Up est la chanson retenue pour le concours.
Eliot interprète son titre lors de la première demi-finale du concours le 16 mai 2019. Il se classe 13e avec 70 points et ne se qualifie donc pas pour la finale du concours. C'est la deuxième fois d'affilée que la Belgique ne se qualifie pas pour la finale.